# رستوران (مجله)
رستوران (انگلیسی: Restaurant) یک مجله تخصصی بریتانیایی است که برای سرآشپزها، صاحبان رستوران‌ها و سایر متخصصان پذیرایی منتشر می‌شود و گستره صنعت رستوران‌داری بریتانیا را پوشش می‌دهد.
این مجله در سال ۲۰۱۱ بنیان‌گذاری شد و به‌صورت ماهنامه منتشر می‌شود و تیراژ آن در دسامبر ۲۰۱۱ میلادی، ۱۶٬۶۴۲ نسخه بود. این مجله هر سال فهرست ۵۰ رستوران برتر جهان را بر پایهٔ آرای ۸۳۷ «سرآشپز، رستوران‌دار، منتقد و افراد خوش‌خوراک» منتشر می‌کند.